# Khwadja-i Djahan Dakhni
Khwadja-i Djahan Dakhni fou un destacat funcionari bahmànida. Apareix vers el 1495 amb el títol de khwadja-i djahan, quan era governador de Parenda i donava suport al sultà bahmànida Shihab al-Din Mahmud (1482-1518) i als seus ministres baridshàhides contra els governadors d'Ahmednagar i Bijapur que s'havien separat de fet del sultanat.